# Aristóteles Romero
Hermes Aristóteles Romero Espinoza (Calabozo, 18 ottobre 1995) è un calciatore venezuelano, centrocampista del Costa d'Amalfi.

## Biografia
Non appena venne ufficializzata la notizia del suo passaggio al Crotone, sulla rete ci furono dei commenti ironici che facevano riferimento all'omonimia del calciatore con il personaggio del film comico L'allenatore nel pallone: in realtà, il suo nome deriva dal celebre filosofo poiché il padre - appassionato di filosofia greca - decise di dare ai propri figli nomi inerenti alla cultura ellenica (i fratelli di Romero si chiamano infatti Andromeda, Zeus e Socrates).

## Carriera

### Club
Il 31 agosto 2017 viene ufficializzato il suo passaggio al Crotone in prestito con diritto di riscatto. Il 12 febbraio 2018, dopo sole 6 presenze, viene ceduto in prestito fino al termine della stagione all'Ankaran Hrvatini. Nel dicembre 2024 passa alla Nocerina per poi passare nel gennaio 2025 al Costa d'Amalfi.

### Nazionale
Debutta con la nazionale venezuelana il 9 giugno 2017 nell'amichevole disputata contro gli Stati Uniti conclusasi 1-1.

## Statistiche

### Presenze e reti nei club
Statistiche aggiornate al 21 gennaio 2020.
| Stagione        | Squadra          | Campionato      | Campionato | Campionato | Coppe nazionali | Coppe nazionali | Coppe nazionali | Coppe continentali | Coppe continentali | Coppe continentali | Altre coppe | Altre coppe | Altre coppe | Totale | Totale | Totale |
| Stagione        | Squadra          | Comp            | Pres       | Reti       | Comp            | Pres            | Reti            | Comp               | Pres               | Reti               | Comp        | Pres        | Reti        | Pres   | Reti   |        |
| --------------- | ---------------- | --------------- | ---------- | ---------- | --------------- | --------------- | --------------- | ------------------ | ------------------ | ------------------ | ----------- | ----------- | ----------- | ------ | ------ | ------ |
| 2013-2014       | Carabobo         | PD              | 3          | 0          | CV              | 0               | 0               | -                  | -                  | -                  | -           | -           | -           | 3      | 0      |        |
| 2014-2015       | Carabobo         | PD              | 7          | 1          | CV              | 0               | 0               | -                  | -                  | -                  | -           | -           | -           | 7      | 1      |        |
| lug.-dic. 2015  | Deportivo Lara   | PD              | 16         | 0          | CV              | 5               | 1               | -                  | -                  | -                  | -           | -           | -           | 21     | 1      |        |
| gen.-giu. 2016  | Carabobo         | PD              | 10         | 0          | CV              | 0               | 0               | -                  | -                  | -                  | -           | -           | -           | 10     | 0      |        |
| Totale Carabobo | Totale Carabobo  | Totale Carabobo | 20         | 1          |                 | 0               | 0               |                    | -                  | -                  |             | -           | -           | 20     | 1      |        |
| giu.-ott. 2016  | Mineros          | PD              | 17         | 2          | CV              | 1               | 0               | -                  | -                  | -                  | -           | -           | -           | 18     | 2      |        |
| 2017            | Mineros          | PD              | 17         | 1          | CV              | 0               | 0               | -                  | -                  | -                  | -           | -           | -           | 17     | 1      |        |
| Totale Mineros  | Totale Mineros   | Totale Mineros  | 34         | 3          |                 | 1               | 0               |                    | -                  | -                  |             | -           | -           | 35     | 3      |        |
| 2017-feb. 2018  | Crotone          | A               | 6          | 0          | CI              | 1               | 0               | -                  | -                  | -                  | -           | -           | -           | 7      | 0      |        |
| feb.-giu. 2018  | Ankaran Hrvatini | 1. SNL          | 10         | 1          | CS              | 0               | 0               | -                  | -                  | -                  | -           | -           | -           | 10     | 1      |        |
| 2018-gen. 2019  | Crotone          | B               | 2          | 0          | CI              | 1               | 0               | -                  | -                  | -                  | -           | -           | -           | 3      | 0      |        |
| Totale Crotone  | Totale Crotone   | Totale Crotone  | 8          | 0          |                 | 2               | 0               |                    | -                  | -                  |             | -           | -           | 10     | 0      |        |
| gen.-giu. 2019  | Rayo Majadahonda | SD              | 5          | 0          | CR              | 0               | 0               | -                  | -                  | -                  | -           | -           | -           | 5      | 0      |        |
| 2019-2020       | Partizani Tirana | KS              | 14         | 0          | CA              | 2               | 0               | UCL+UEL            | 0+1                | 0                  | SA          | 1           | 0           | 18     | 0      |        |
| 2020-2021       | Crotone          | A               | 0          | 0          | CI              | 0               | 0               | -                  | -                  | -                  | -           | -           | -           | 0      | 0      |        |
| Totale carriera | Totale carriera  | Totale carriera | 107        | 5          |                 | 10              | 1               |                    | 1                  | 0                  |             | 1           | 0           | 119    | 6      |        |

### Cronologia presenze e reti in nazionale
| Cronologia completa delle presenze e delle reti in nazionale ― Venezuela | Cronologia completa delle presenze e delle reti in nazionale ― Venezuela | Cronologia completa delle presenze e delle reti in nazionale ― Venezuela | Cronologia completa delle presenze e delle reti in nazionale ― Venezuela | Cronologia completa delle presenze e delle reti in nazionale ― Venezuela | Cronologia completa delle presenze e delle reti in nazionale ― Venezuela | Cronologia completa delle presenze e delle reti in nazionale ― Venezuela | Cronologia completa delle presenze e delle reti in nazionale ― Venezuela |
| Data                                                                     | Città                                                                    | In casa                                                                  | Risultato                                                                | Ospiti                                                                   | Competizione                                                             | Reti                                                                     | Note                                                                     |
| ------------------------------------------------------------------------ | ------------------------------------------------------------------------ | ------------------------------------------------------------------------ | ------------------------------------------------------------------------ | ------------------------------------------------------------------------ | ------------------------------------------------------------------------ | ------------------------------------------------------------------------ | ------------------------------------------------------------------------ |
| 3-6-2017                                                                 | Sandy                                                                    | Stati Uniti                                                              | 1 – 1                                                                    | Venezuela                                                                | Amichevole                                                               | -                                                                        | 67’                                                                      |
| 13-11-2017                                                               | Nimega                                                                   | Venezuela                                                                | 0 – 1                                                                    | Iran                                                                     | Amichevole                                                               | -                                                                        | 46’                                                                      |
| 16-10-2018                                                               | Barcellona                                                               | Emirati Arabi Uniti                                                      | 0 – 2                                                                    | Venezuela                                                                | Amichevole                                                               | -                                                                        | 72’ 87’                                                                  |
| 16-11-2018                                                               | Ōita                                                                     | Giappone                                                                 | 1 – 1                                                                    | Venezuela                                                                | Amichevole                                                               | -                                                                        | 66’                                                                      |
| Totale                                                                   |                                                                          | Presenze                                                                 | 4                                                                        |                                                                          | Reti                                                                     | 0                                                                        |                                                                          |

## Palmarès

### Club

#### Competizioni nazionali
- Supercoppa d'Albania: 1

Partizani Tirana: 2019